# KaleidaGraph
KaleidaGraph（カレイダグラフ）は、Synergy Software によって開発され、国内では HULINKS によって販売されているグラフ作成ソフトウエア。Microsoft Windowsと MACの2つのOS用のパッケージがある。IGOR ProやOriginと比較して安価なため、広く利用されている。